# Fluorenol
Fluorenol ist eine chemische Verbindung, die zur Gruppe der Alkohole gehört. Es ist ein Derivat des Fluorens.

## Darstellung
Fluorenol kann durch Reduktion von Fluorenon mit Natriumborhydrid dargestellt werden.

## Verwendung
Fluorenol wurde im Jahre 1940 als Insektizid patentiert.
In Tierversuchen konnte eine anregende Wirkung, etwas stärker als die des Arzneistoffs Modafinil, mit noch geringerem Abhängigkeitspotential festgestellt werden. Zusammen mit Modafinil, Adrafinil, Armodafinil und Fladrafinil zählt es zu den Eugeroika (Wachmacher). Weitere Entwicklungen seitens des US-Pharmakonzerns Cephalon zur möglichen Anwendung der Substanz als wachhaltendes Medikament wurden allerdings eingestellt. Fluorenol wird als unregulierte Chemikalie im Internet auch als  Neuro-Enhancer unter dem Namen Hydrafinil vermarktet.

## Toxizität
Fluorenol hat sich als in höheren Konzentrationen toxisch gegenüber diversen Wasserorganismen herausgestellt. Gesundheitsschädliche Wirkungen auf den Menschen wurden bislang nicht untersucht.